# All of Us Are Dead
All of Us Are Dead är en sydkoreansk action- och dramaserie från 2022 som hade premiär på strömningstjänsten Netflix den 28 januari 2022. Första säsongen består av tolv avsnitt. I juni 2022 blev serien förnyad med en andra säsong.

## Handling
Serien kretsar kring ett zombieutbrott på en skola och eleverna måste kämpa för sin överlevnad.

## Rollista (i urval)
- Yoon Chan-young – Lee Cheong-san
- Park Ji-hu – Nam On-jo
- Cho Yi-hyun – Choi Nam-ra
- Lomon – Lee Su-hyeok
- Yoo In-soo – Yoon Gwi-nam
- Lee Yoo-mi – Lee Na-yeon
- Kim Byung-chul – Lee Byeong-chan
- Lee Kyu-hyung – Song Jae-ik
- Jeon Bae-soo – Nam So-ju
- Im Jae-hyuk – Yang Dae-su